# Incident du pont de Burntollet
Le pont de Burntollet fut le théâtre d'une attaque le 4 janvier 1969 au cours des premières phases du Conflit nord-irlandais,. Une marche du mouvement People's Democracy de Belfast à Derry a été attaquée par des loyalistes d'Ulster alors qu'elle passait par Burntollet.
La marche avait été convoquée malgré un appel du Premier ministre d'Irlande du Nord, Terence O'Neill, demandant un arrêt temporaire des manifestations. L'Association des droits civiques d'Irlande du Nord et certains nationalistes de Derry l'avaient déconseillée. Les partisans de Ian Paisley, menés par le major Ronald Bunting, ont dénoncé la marche comme séditieuse et ont organisé des contre-manifestations le long du parcours.
À Burntollet, une foule de loyalistes de l'Ulster comptant environ 300 personnes, dont 100 membres de la police spéciale de l'Ulster (USC) en congé, a attaqué les manifestants pour les droits civiques depuis un terrain surélevé adjacent,,,,,. Des pierres transportées en vrac depuis la carrière de William Leslie à Legahurry ont été utilisées dans l'assaut, ainsi que des barres de fer et des bâtons cloués[page à préciser]. Les membres de la Royal Ulster Constabulary (RUC) présents à proximité n'ont pas fait grand-chose pour empêcher la violence,,. De nombreux manifestants ont décrit le manque d'inquiétude de leurs agresseurs vis-à-vis de la présence policière.
Les violences ont été suivies de nouvelles émeutes dans la ville de Derry. Terence O'Neill a décrit la marche comme « une entreprise téméraire et irresponsable » et a déclaré que certains des manifestants et leurs partisans à Derry étaient « de simples hooligans », ce qui a scandalisé de nombreuses personnes, d'autant plus que les assaillants avaient échappé aux poursuites. Les loyalistes ont célébré l'attaque comme une victoire sur les « rebelles » catholiques.
L'embuscade de Burntollet a porté un préjudice irréparable à la crédibilité de la RUC.